# Johnny Berlin
Johnny Berlin was een rockgroep uit Sint-Truiden, België.
De groep bracht hun debuutalbum Find What You Love and Let It Kill You uit bij platenlabel Kinky Star. Hun bandnaam is gebaseerd op de fictieve figuur Johannes Renner. Hun muziek vermengt invloeden uit post-punk, post-rock en new wave.
Johnny Berlin toerde in 2006 en 2007 door België en Nederland. Hun eerste ep, I am Johnny Berlin, werd in september 2006 uitgebracht. In 2008 bleef de band toeren met de nummers uit hun debuutalbum.
Anno 2009 konden ze onder andere rekenen op de lof van Mike Shinoda van Linkin Park, die de band tipte in zijn blog en hen als volgt omschreef: "I don't know how to describe Johnny Berlin's music. Really unique vocal harmonies, cool keyboards, good indie rock vibe "from Sin City, Limburg, Belgium."
Begin juni 2009 stond de band ook op het podium in Luxemburg, als voorprogramma van The Kooks.
Hun nieuwste album, Hyber Nation, dat werd opgenomen in ICP Studios en The Groove in samenwerking met producer Jo Francken, kwam uit op 27 februari 2012.
In 2013 ging de band uit elkaar.

## Discografie
- I am Johnny Berlin (ep) (2006)
- Find What You Love and Let It Kill You (2008)
- Hyber Nation (2012)